# آندره گلوکسمن
آندره گلوکسمن (انگلیسی: André Glucksmann؛ ۱۹ ژوئن ۱۹۳۷ – ۱۰ نوامبر ۲۰۱۵) یک فیلسوف، کنشگر، و نویسنده اهل فرانسه بود. وی که در جوانی از طرفداران مائو به شمار می‌رفت، با تجدید نظر در افکارش به یکی از منتقدان سرسخت حکومت‌های خودکامه بدل شد.
تغییرات فکری و نظری گلوکسمن به گونه‌ای بود که به نومحافظه‌کاری تمایل پیدا کرد و در این راستا به حمایت از حمله به عراق برای سرنگونی صدام پرداخت و در زمان انتخابات ریاست جمهوری فرانسه از نیکولای سارکوزی طرفداری کرد.

او در دهه هفتاد میلادی در کنار ژان پل سارتر و ریمون آرون به کمک پناهجویان ویتنامی سرگردان در دریاها شتافت.
وی همچنین از منتقدان حکومت ایران بود. پس از حمله ارتش عراق به قرارگاه اشرف در سال ۲۰۱۱، آندره گلوکسمن سیاست‌های دولت عراق را به باد انتقاد گرفت.

گلوکسمن در ۱۰ نوامبر ۲۰۱۵ در ۷۸ سالگی در پاریس درگذشت.